# Widoro (Karangsambung)
Widoro is een bestuurslaag in het regentschap Kebumen van de provincie Midden-Java, Indonesië. Widoro telt 3083 inwoners (volkstelling 2010).